# 歐陽德
欧阳德（1496年—1554年），字崇一，号南野。江西吉安府泰和县人。明朝心學家、江右王门学者，王守仁门人。

## 生平
欧阳德青年時在虔臺从师王守仁，屢不應試。治《易經》，由縣學增廣生中式丙子科（1519年）江西鄉試第四十名舉人，年二十八歲中式嘉靖二年（1523年）癸未科會試第二十三名，第二甲第十一名進士。知六安州，建龙津书院，长期讲学，有“南野门人半天下”之誉。六年（1527年）转任刑部員外郎，以學行改任編修，十一年遷南京國子司業、南尚寶司卿，三载後轉太僕寺少卿，尋出爲南京鴻臚寺卿。丁外艰归，二十五年以荐起，仍舊任，二十六年升任南京太常寺卿，尋召入掌國子監祭酒事，升禮部左侍郎，二十八年改吏部左侍郎兼翰林院學士、掌詹事府事，復命教習庶吉士。二十九年主礼部会试，同年夏丁母忧，官至礼部尚书兼翰林院学士。曾恳请嘉靖帝建皇储，认为裕王朱载坖不当出外藩。学务实践，不尚空虚。嘉靖三十二年（1553年）与徐阶、聂豹、程文德等于京师灵济宫讲良知之学，赴会者五千人，其盛况为数百年所未有。他以宿学居显位，遇事持正，能引荐后进。晚年受知于嘉靖帝，嘉靖三十三年（1554年）卒，将获重用之时去世，年五十九。赠太子少保，谥文庄。

## 著作
著作有《欧阳南野集》三十卷。

## 思想
欧阳德从学王守仁，服膺“致良知”之学，其学强调真知实践。主张良知产生万物，认为“良知必发于视听思虑，视听思虑必交于天地人物”，“夫人神发为知，五性（喜怒哀乐视听言动等）感动而万事出”。当时罗钦顺以为言“吾心之良知即是天理”，是以知觉为性，与佛家无异。欧阳辩认为“知觉与良知，名同而实异”，强调良知与知觉、良知与意的区别。他以“良知”为道德本体，认为良知作为人的本性与知觉有本质区别。“良知”是道德观念，是对道德的认识能力；“知觉”是一般感知活动，“故就视听言动而言，统谓之知觉。认为视听言动皆知觉，是对客观事物的认识，“未必其皆善”；意有妄意、私意、有善意。知觉和意不可谓之情理。在动静关系上主张“良知无动无静”“动静两忘，然后为得。”。对于“格物致知”，欧阳德既理解为致事物之知，认为“离事物则无知可致”；又理解为致良知之虚，认为“良知本虚，致知即致虚”。欧阳德突出主体作用，扩大至本体论立论。

## 家族
曾祖歐陽廣漴，年九十四，壽官。祖父歐陽時勉，號勵斋。父歐陽庸（1460年-1539年），字録之，號巖溪，封奉直大夫六安州知州。母张氏，生母蕭氏，封太淑人。具庆下。弟欧阳昱。

## 延伸阅读
[在维基数据编辑]
 《國朝獻徵錄·卷之三十四》，出自焦竑《國朝獻徵錄》
 《明史卷二百八十三》，出自《明史》